# 上田啓介
上田 啓介（うえだ けいすけ、1967年10月1日 - ）は、熊本県を拠点に活動する日本のローカルタレント、ラジオパーソナリティ、実業家。くりぃむしちゅーの上田晋也の実兄。熊本県熊本市南区出身。熊本県立済々黌高等学校、明治大学卒業。

## 人物
3人兄妹の長男。実業家として、映像制作プロダクション「株式会社イメージ・クリエイティブ・センターポエム（イメージ・クリエイティブ・センターPOEM）」の代表取締役を務める。熊本県を活動拠点としてテレビやラジオにタレントとして出演、日本1タチの悪い素人の愛称で親しまれている。
九州で放送されているローカル番組『ドォーモ』の企画でコンバット満と「コーンハンバーグ」というコンビを組み福岡地区から2009年のM-1グランプリに挑戦した。結果は1回戦敗退。
1995年以降に誕生した娘が二人おり、弟・晋也の相方である有田哲平に溺愛されている。
2016年4月の熊本地震に遭遇している。

## 出演番組

### テレビ
- 本日開店パチ天国!（熊本県民テレビ）終了 ※ナレーションで出演
- 本日開店パチ天国!プラス（熊本県民テレビ）終了
- 上田アニのおねだりサンタ（テレビ熊本。いずれも単発）
  - 上田アニのおねだりサンタ2008
  - 上田アニのおねだりサンタ2009
  - 上田アニのおねだりサンタ2010
- 上田アニのおねだりツアーin韓国（テレビ熊本。単発）
- 松本清張生誕100年記念 清張の舞台を歩く〜九州の旅、楽しさ再発見（熊本放送）※単発
- ニュース&情報ライブ くまパワ（熊本朝日放送、火曜日担当）※コメンテーター
- 吾輩はアニである（2012年10月28日 - 2013年9月29日、テレビ熊本）毎月最終土曜（月1回放送）
- くりぃむナントカ（テレビ朝日）
- シルシルミシル（テレビ朝日）※熊本ロケ企画に登場
- SUPER SURPRISE（2010年2月9日、日本テレビ）
- 明石家電視台in長崎・熊本（2010年7月22日・2014年4月28日、毎日放送）
- FNS27時間テレビ（フジテレビ）
  - FNS27時間テレビ (2011年)（2011年7月24日）[3]
  - FNS27時間テレビ (2012年)（2012年7月22日）[3]
  - FNS27時間テレビ (2023年)（2023年7月23日）
- ペケ×ポン（2012年4月6
- スッキリ!!（2013年3月13日、日本テレビ）※「うまいっス!!」レポーター
- 若っ人ランド（2020年4月、テレビ熊本）
- 太田上田（2020年6月2日・6月9日、中京テレビ）

### ラジオ
- 知ってる?24時。（2004年1月8日、2005年1月13日、ニッポン放送）
- 山崎町 大人の時間（熊本放送）
- 空飛ぶクジラ（FM熊本）